# 気象大学校
気象大学校（きしょうだいがっこう、英: Meteorological College）は、千葉県柏市旭町七丁目4番81号に本部を置く、国土交通省所管の省庁大学校である。1962年に設置された。大学校の略称は「気大」または「気大校」（「気象大」と発音すると「気象台」と取り違えるおそれがあるため）。

## 概要
- 気象庁の中核となる職員の養成などを目的に設置されている、気象庁の施設等機関である。
- 一般の大学相当の教育を行う大学部（4年制）と、気象庁職員の研修を行う研修部がある。
- 現在、気象大学校には大学院に相当する組織・課程は存在しない。大学部から進路を変更して一般大学の大学院に進学する場合には、気象庁を退職することになる[1]。

### 大学部
- 大学部（4年制）では、将来の気象庁の幹部となる職員の養成が行われ、採用されると、気象庁職員（学生）として国家公務員一般職の身分を持ち、給与・賞与が支給される（月額約20万円(地域手当を含む)、年2回の期末勤勉手当、諸手当）[2][注釈 1]。
- 大学部は4年制で全校の定員は60名である[1]。
- 卒業時に独立行政法人大学改革支援・学位授与機構に申請後、学士（理学）の学位を取得できる。[3]
- 卒業後は、各地の気象台などに配属される。

#### 学風および特色
- 他の省庁大学校と同じく卒業後は管轄省庁の職員として働くことを想定した教育機関であるが、他の省庁大学校と大きく異なる点として制服が無いことが挙げられる。学生は一般的な大学の学生と同じく私服で通学し、授業を受ける。

### 研修部
- 研修部では、全国の気象台や測候所の現役職員の各種研修を行う（修業期間1年以内）。

## 沿革

### 年表[4]
- 1922年（大正11年）9月26日 - 中央気象台附属測候技術官養成所が設置される（勅令）、主事:藤原咲平
- 1939年（昭和14年）10月 - 中央気象台附属気象技術官養成所に改称する
- 1943年（昭和18年）4月 - 現在地(千葉県柏市 当時柏町)に移転
- 1951年（昭和26年）4月 - 中央気象台研修所となる
- 1956年（昭和31年）7月 - 気象庁研修所となる
- 1959年（昭和34年）4月 - 2年制高等部の設置
- 1962年（昭和37年）4月 - 気象大学校となり、大学部2年制となる
- 1964年（昭和39年）4月 - 大学部4年制となる
- 1992年（平成4年）3月 - 大学部卒業生に対し、学士（理学）の学位を授与

## 組織
- 学長（省令第84条第1項）
- 教頭（省令第85条第1項）
- 教授（省令第86条第1項）
- 准教授
- 講師
- 総務課（省令第87条）
- 教務課
- 学生課

## 受験
気象大学校の受験は、1次試験と2次試験に分かれており、1次試験は、英語・数学・物理の学科試験（多肢選択式および記述式）、基礎能力試験（いわゆる教養試験で、多肢選択式）、作文試験。2次試験は面接および身体検査である。
| 試験科目             | 解答題数 | 解答時間  | 配点比率 |
| -------------------- | -------- | --------- | -------- |
| 基礎能力試験         | 40題     | 1時間30分 | 12分の3  |
| 学科試験(多肢選択式) | 39題     | 3時間     | 12分の3  |
| 学科試験(数学)       | 2〜5題   | 1時間20分 | 12分の2  |
| 学科試験(英語)       | 2〜3題   | 1時間20分 | 12分の2  |
| 学科試験(物理)       | 2〜5題   | 1時間20分 | 12分の2  |
| 作文試験             | 1題      | 50分      | ＊       |
| 人物試験             |          |           | ＊       |
| 身体検査             |          |           | ＊       |

## 教育および研究

### 大学部
大学部は、大学設置基準に準じて、気象業務に必要な基礎、専門学術・技術、一般教養を行う教育課程（153単位以上）と、気象業務の基礎となる観測や実習などを行う特修課程（500時間以上）がある。
- 教育課程
  - 教養（人文科学、社会科学、英語、第2外国語（中国語、フランス語））
  - 基礎（数学、物理学、化学、情報学）
  - 専門（気象学、地震火山学、地球環境科学、セミナー、卒業研究）
- 特修課程（業務論、防災論、演習、実習）

### 研修部
気象庁職員の中から入校の許可を受けた研修生に対し、予報、地震・火山、海洋気象などいくつかの研修コースが設けられ、気象業務に必要な専門知識と技術を教授する。

### 附属機関
- 図書館

## 学生生活
- 4月：入学式、春季体育祭
- 6月：１年生気象庁本庁授業
- 7月：

１年生 地上気象観測実習・官署見学
２年生 火山観測実習・官署見学
３年生 気象庁本庁職場実習
４年生 地方気象台職場実習
- 9月：前期末試験
- 2月：後期末試験、卒業研究発表
- 3月：冬季体育祭、卒業式

### クラブ活動[2]
野球部、サッカー部、テニス部などの体育系クラブや、天気の会、星を見る会、軽音楽部などの文化系クラブがある。

### 学校祭
学校祭として、秋に「紫雲祭」が行われ、文化系クラブ等の発表などが行われる。

## 大学校関係者と組織

### 著名な教職員

#### 主な元教員
- 斎藤錬一（気象学者）
- ひろさちや（仏教家。1965年～1985年の間、本校で講師を務める）
- 日隈威徳（宗教研究家、元日本共産党宗教委員会責任者。非常勤講師）

### OB・OG
- 安部大介（気象予報士）
- 荒木健太郎（気象学者、雲研究者、気象庁気象研究所研究官。2008年3月の卒業生）
- 神山恵三（生気象学者、東京農工大学教授、日本環境学会会長、日本科学者会議事務局長）
- 木俣昌久（第2代気象防災監）[6]
- 倉嶋厚（エッセイスト、中央気象台附属気象技術官養成所卒）
- 高田斉（気象予報士）
- 武尾実（地球物理学者、東京大学名誉教授、気象庁参与）
- 西岡昭夫（公害反対運動家）
- 樋口直人（社会学者、早稲田大学教授、中退）
- 福井敏雄（気象解説者・タレント、中央気象台附属気象技術官養成所卒）
- 山内和彦（川崎市議会議員、中退）

## 施設

### 所在地
- 柏キャンパス（千葉県柏市旭町7丁目4-81）
- 交通アクセス：JR常磐線または東武野田線柏駅西口下車、徒歩約15分、東武バス免許センター行「気象大学前[注釈 2]」下車

- 寮

校舎から歩いて数分の敷地内に、寄宿舎として「智明寮」がある。

### 柏キャンパス[7]
キャンパス内には、観測実習場（グラウンド）、地上観測露場、観測塔、大気放射観測露場、生物季節標本木露場などがある。
また、敷地内には東京レーダー（東京管区気象台管轄の観測施設）、地震の観測点「柏市旭町」（銚子地方気象台管轄の観測施設）がある。ただし、いずれも気象大学校の施設ではないので学生は立ち入ることができない。
- 第一校舎
- 第二校舎
- 図書館
- 体育館
- 観測実習場
- 地上観測露場
- 大気放射観測露場

### 寄宿舎「智明寮」[7][2]
- 各部屋には冷暖房機、ベッド、ロッカー等が備え付けられている。
- 自炊施設、浴室、トイレ、洗濯乾燥機室、談話室がある。
- 女性用の独立したエリアがある。